# 李寶藍
李寶藍（韓語：이보람，1987年2月17日–），韓國女歌手、女演員。她是前三人女子組合SeeYa的成員。2012年加入了2Boram。2022年7月，加入MBC節目《玩什麼好呢》，以WSG Wannabe的成員身份亮相，並加入小組Gaya-G。

## 簡歷
2004年，李寶藍為韓劇《浪漫滿屋》錄製ost，歌名為Back to the Beginning (처음 그 자리에)。
2006年2月，以三人女子組合SeeYa成員出道，出道曲僅約40天即獲得第一名的成績。2009年4月，在SeeYa原隊長南奎里退團後接任隊長。2011年，SeeYa在1月30日的《人氣歌謠》節目中完成了解散前最後的表演。2012年加入了2Boram。
2017年，以「今日值班　南丁格爾」出演《蒙面歌王》，並成功坐上歌王的位置，為103-105代的歌王。
2022年，加入MBC《玩什麼好呢》以WSG Wannabe的成員身份亮相，並加入小組Gaya-G。出道曲《At that moment》公開後僅一天即在各大榜單中保持第一名。2022年7月23日於《Show! 音樂中心》獲得第一名、2022年8月6日於《Show! 音樂中心》再次獲得第一名。

## 廣播節目
| 日期                         | 電台     | 節目名稱             | 備註                                                 |
| ---------------------------- | -------- | -------------------- | ---------------------------------------------------- |
| 2022年10月1日至2023年5月12日 | MBC FM4U | 《GOT7荣宰的好朋友》 | 每週六擔任特别DJ、每週五擔任特别DJ（2023年1月6日起） |

## 外部連結
- 李寶藍的Instagram （页面存档备份，存于）
- 李寶藍的Youtube （页面存档备份，存于）
- 李寶藍的Youtube